# Bosnians
|  | No s'ha de confondre amb bosníacs o bosnià. |

Els bosnians són un poble eslau del sud originari de Bòsnia i Hercegovina. Segons la definició moderna de l'estat, els bosnians són qualsevol persona que tingui la ciutadania de Bòsnia i Hercegovina. La definició inclou, però no està limitada a, els grups ètnics constituents del govern de Bòsnia i Hercegovina: bosníacs, serbobosnians i croatbosnians, tot i que la gent que viu a la regió d'Hercegovina dins de Bòsnia i Hercegovina prefereixen autodenominar-se hercegovinians en un sentit regional. Altres minories ètniques, com ara els jueus bosnis, els gitanos, albanesos, montenegrins, també poden considerar-se com a bosnians i afegir-ho a la seva etnicitat (per exemple: albanesos bosnians).
A més a més, també hi ha un sector de la població de Bòsnia i Hercegovina que considera que els bosnians són un grup nacional amb una identitat cultural col·lectiva pròpia. Segons aquest ús, un bosnià seria un individu pertanyent a aquest grup cultural. Els partidaris d'aquesta opció creuen que aquesta identitat col·lectiva és capaç de disminuir i transcendir les divisions ètniques i polítiques existents al país.

## Història
Les primeres mostres culturals i lingüístiques de la història bosniana es remunten a l'alta edat mitjana. En aquella època, els eslaus del sud-est d'Europa van envair l'Imperi Romà d'Orient i van establir-se a la península Balcànica. Un cop allà, van barrejar-se amb els pobles paleobalcànics indígenes, coneguts col·lectivament com a il·liris. A partir de l'any 800 aC, aquests pobles eslaus van formar principats que, al cap del temps, van convertir-se en regnes. A l'oest, els croats estaven sota la influència papal, així com els regnes catòlics veïns, mentre que els serbis, a l'est, es van trobar sota influència romana d'Orient i van convertir-se al cristianisme ortodox. Així, es van cimentar les seves diferències identitàries. Per altra banda, a Bòsnia no hi havia una tribu majoritària i no va ser fins molt més tard que va emergir un estat bosnià independent. Abans d'això, les terres bosnianes van estar en flux constant entre els serbis i els croats fins al segle xii, quan va emergir una banovina bosniana caracteritzada per una estructura religiosa independent. Al segle xiv, va convertir-se en el Regne bosnià, i la paraula bosníac (bošnjani) va utilitzar-se per a descriure els seus habitants. Es creu que el nom deriva del riu Bosna, que passa pel centre del país.

### Regne bosnià

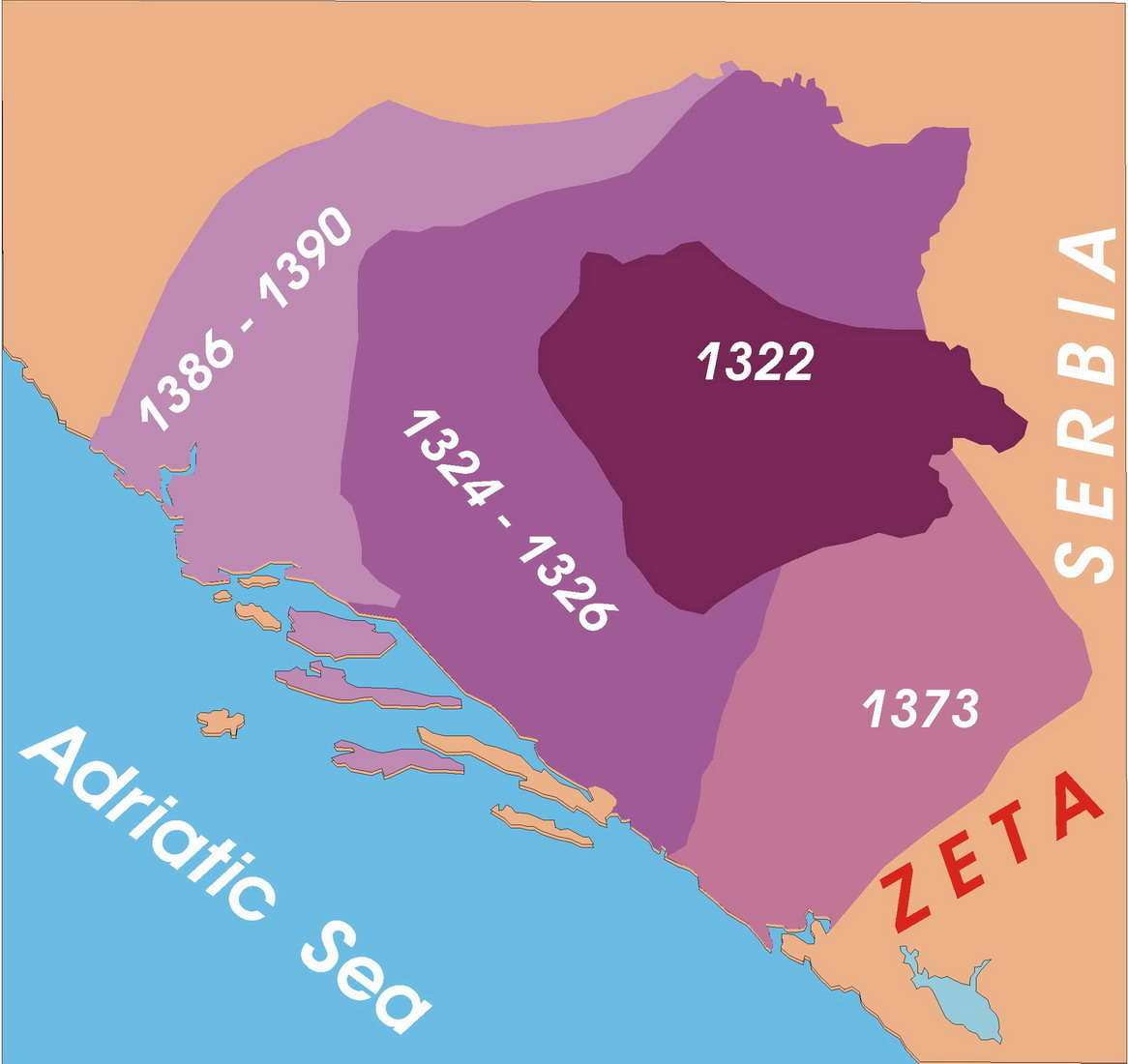
Expansió del Regne bosnià

El Regne bosnià va expandir-se sota les regnes de la dinastia Kotromanić, incloent-hi territoris croats i serbis. A conseqüència d'això, les seves fronteres van anar incloent catòlics romans i cristians ortodoxos, junt amb els fidels de l'església bosniana local, els orígens i característiques precises de la qual continuen generant debats entre els acadèmics. Pel que sembla, la gent pertanyent a aquesta secta s'autodenominava simplement Krstjani (cristians). Un corrent d'estudiosos sostenen que aquests Krstjani bosnians eren maniqueus dualistes emparentats amb els bogomils de Bulgària, mentre que d'altres posen en dubte aquesta teoria citant la manca de documentació històrica. Tant les autoritats catòlica com ortodoxa consideraven aquesta Església bosniana com a herètica, i van llançar campanyes per intentar convèncer la gent de convertir-se al "bon camí". Com a resultat d'aquestes divisions, a la Bòsnia medieval no es va desenvolupar una identitat religiosa coherent com va ocórrer a Croàcia i Sèrbia.

### Període otomà
Amb el pas dels segles, el Regne bosnià va començar la seva davallada. S'havia anat fracturant per desavinences polítiques i religioses creixents. Els otomans havien anat guanyant territori als Balcans; primer derrotant els serbis en la batalla de Kosovo. Finalment, els otomans acabaren conquerint tot el territori de Bòsnia i porcions de la veïna Croàcia. Aquests esdeveniments van canviar el curs de la història bosniana per sempre, introduint-hi un component islàmic a una identitat etnicoreligiosa ja de per si poc unificada. L'Església bosniana va desaparèixer, tot i que les circumstàncies tampoc no estan clares. Alguns historiadors creuen que els Krstjani bosnians van convertir-se massivament a l'islam, buscant refugi de la persecució catòlica i ortodoxa, mentre que d'altres creuen que l'Església bosniana havia desaparegut dècades abans de l'arribada dels otomans. Fos com fos, una comunitat eslava musulmana va començar a definir-se sota el govern otomà a Bòsnia, donant lloc al que després serien els bosníacs.

### Període austrohongarès

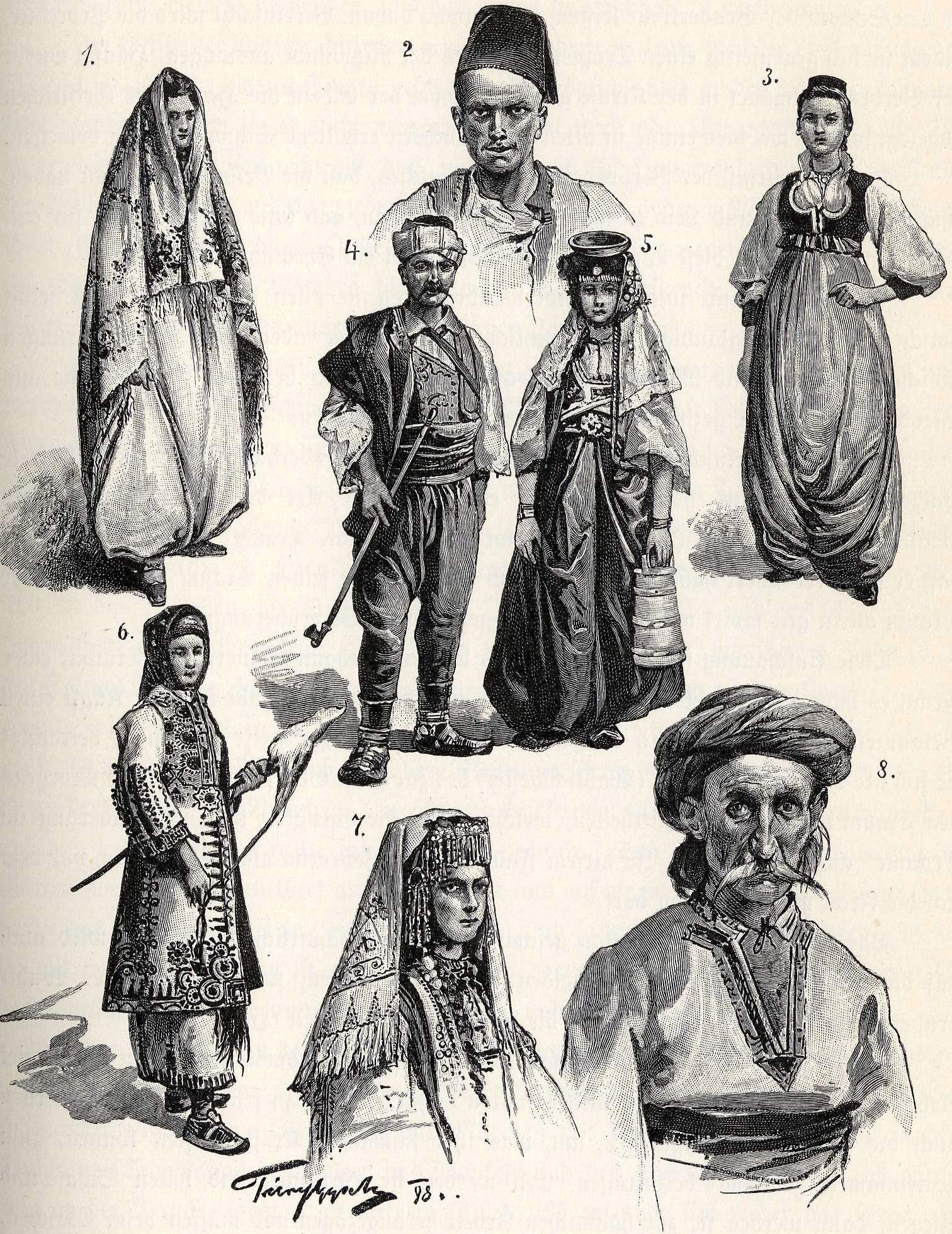
Bosnians durant l'ocupació d'Àustria-Hongria de Bòsnia i Hercegovina

Durant l'ocupació d'Àustria-Hongria de Bòsnia del 1878 al 1918, Benjamin Kallay, el ministre imperial de Finances i l'administrador de Bòsnia amb base a Viena, va promoure Bošnjaštvo, una política dissenyada per inspirar als pobles de Bòsnia 'el sentiment de pertànyer a una nació grandiosa i poderosa'. Aquesta política defensava la idea d'una nació bosniana pluralista i pluriconfessional en la qual els bosnians "parlen el bosnià i estan dividits en tres religions amb iguals drets". Aquesta política tenia com a objectiu aïllar Bòsnia i Hercegovina dels seus veïns irredentistes, els ortodoxos a Sèrbia, els catòlics a Croàcia i els musulmans de l'Imperi Otomà, alhora negant el concepte de nacionalitat croata i sèrbia que havien començat a estendre's entre les comunitats catòliques i ortodoxes de Bòsnia i Hercegovina des de mitjans del segle xix (influenciades pels seus països veïns corresponents). Després de la mort de Kallay, la política fou abandonada i, a finals de la dècada del 1910, el nacionalisme s'havia convertit en una factor integral de la política bosniana, amb partits polítics corresponents als tres grups etnoreligiosos dominant les eleccions.

### Iugoslàvia
Durant el temps que Bòsnia i Hercegovina va formar part de Iugoslàvia, i molt influenciada per la política croata i sèrbia, els termes bosnià i bosníac no foren reconeguts com a nacions. Per tant, els bosnians musulmans i qualsevol altra persona que es proclamés d'etnicitat bosniana en el cens, era classificada sota la categoria "afiliació regional" per l'oficina d'estadística iugoslava. Aquesta denominació va aplicar-se fins al darrer cens a Bòsnia i Hercegovina del 1991. Això no obstant, per culpa d'això, el cens en l'antiga Iugoslàvia era, sovint, objecte de manipulacions polítiques. Els bosnians musulmans havien demanat l'opció bosnià en les reformes constitucionals del 1947 i del 1973, però en lloc d'això s'havien d'identificar com a serbis o croats fins al 1963, "indecís" o "musulmà en el sentit nacional" (amb m minúscula) fins al 1973, i Musulmans (amb M majúscula) fins al 1993.

### Era moderna

Bandera dels musulmans bosnians

El 1990, la denominació bosníac fou reintroduïda per a substituir el terme nacional Musulmà, però era massa tard perquè el terme fos adoptat pels grups ètnics no musulmans de Bòsnia.
Això ha resultat en el fet que el terme bosníac, o fins i tot Musulmà, hagin estat redefinits en els últims anys com a compromís polític. Això no obstant, des de l'època de l'ocupació otomana, les distincions ètniques (per raons de taxació) es basaven en l'afiliació religiosa i, fins avui en dia, és gairebé impossible deslligar la identitat ètnica dels diferents grups bosnians de la seva religió.

## Religió

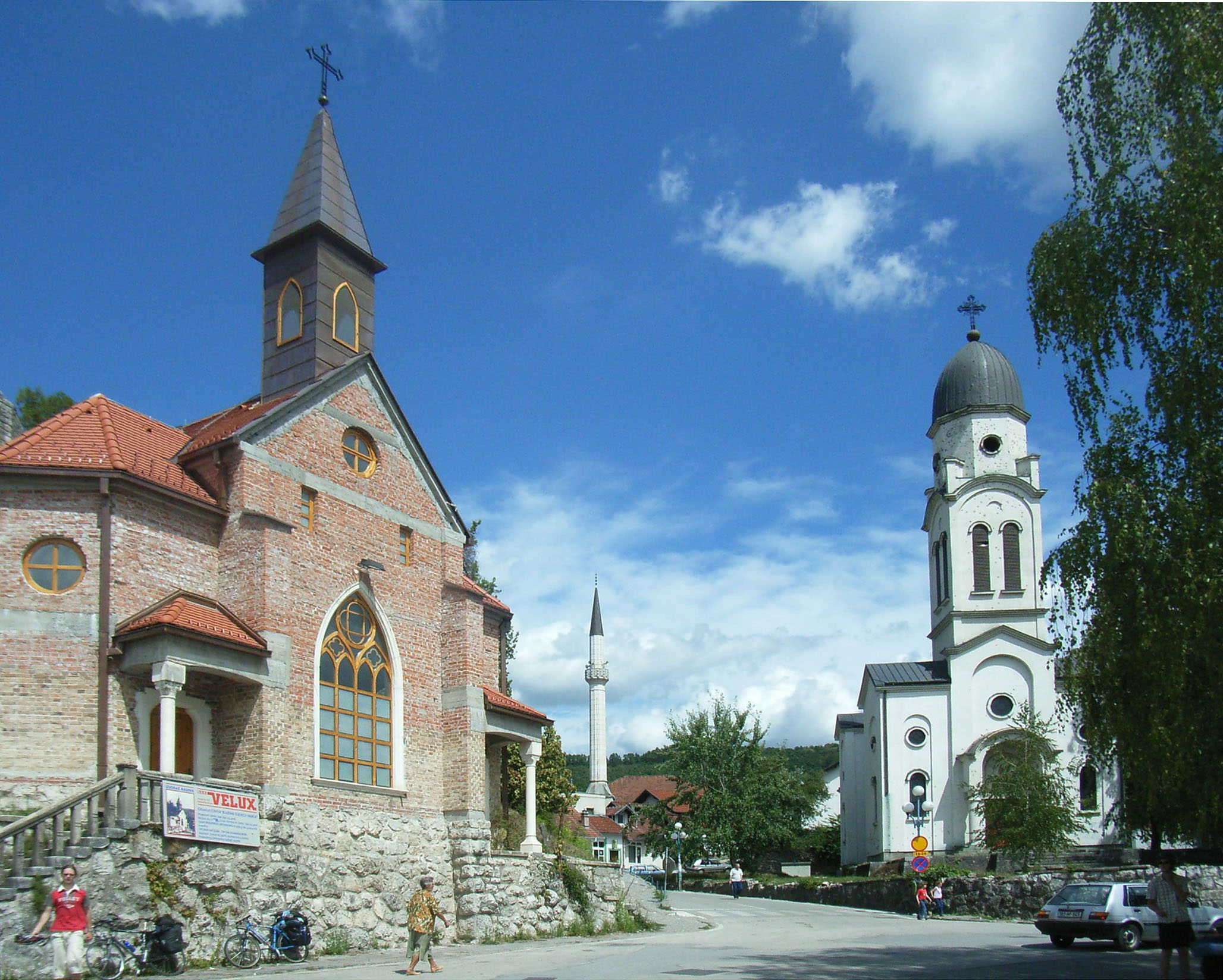
Mesquita, església catòlica i església cristiana ortodoxa a Bosanska Krupa

Els bosnians són una societat tant multireligiosa com multiètnica, però això no vol dir que les religions i etnicitats siguin homogènies i independents l'una de l'altra.
Segons l'antropòloga Tone Bringa, "ni les identitats bosníaca, croata, ni sèrbia poden ser enteses del tot únicament referint-se a l'islam o al cristianisme respectivament, sinó que han de ser considerades en el context específic de Bòsnia, que ha resultat en una història i espai compartits entre els bosnians tant musulmans com cristians". Segons Bringa, a Bòsnia existeix una "cultura transètnica" que engloba totes les etnicitats i que converteix totes les creences, incloent-hi el cristianisme i l'islam, "sinèrgicament interdependents".
Un gran nombre de bosnians són seculars, una tendència que s'ha reafirmat en els darrers 60 anys a Bòsnia i Hercegovina, mentre formaven part de la república comunista iugoslava que rebutjava la religió organitzada.

## Identificació
En una enquesta del 2007, Programa de les Nacions Unides per al Desenvolupament (PNUD), el 57% dels enquestats s'identificava amb una designació ètnica de manera primària, mentre que el 43% va optar per "ser ciutadà de Bosnia i Hercegovina". Això no obstant, el 75% dels enquestats va contestar positivament a la pregunta "A més de veure't a tu mateix com a [bosníac, croat, serbi], també et veus com a ciutadà de tot Bòsnia i Hercegovina?". A la mateixa enquesta, el 43% va dir que s'identificava com a ciutadà de Bòsnia i Hercegovina com a identitat primària, 14% s'identicaven únicament amb el seu grup ètnic o religiós específic, i el 41% van expressar una identiat dual.